# 阿普维尔阿讷博
阿普维尔阿讷博（法語：Appeville-Annebault，法語發音：[apvil anbol]）是法国厄尔省的一个市镇，位于该省西北部，属于贝尔奈区。

## 地理
阿普维尔阿讷博（49°19'48"N, 0°38'32"E）面积13.35 平方千米，位于法国诺曼底大区厄尔省，该省份为法国北部内陆省份，北起滨海塞纳省，西接奧恩省和卡爾瓦多斯省，南至厄尔-卢瓦省，东临瓦兹省、瓦兹河谷省和伊夫林省。
与阿普维尔阿讷博接壤的市镇（或旧市镇、城区）包括：布雷斯托、鲁穆瓦地区科韦维尔、科勒托、里勒河畔孔代、里勒河畔科讷维尔、伊勒维尔叙蒙福尔、里勒河畔蒙福尔。

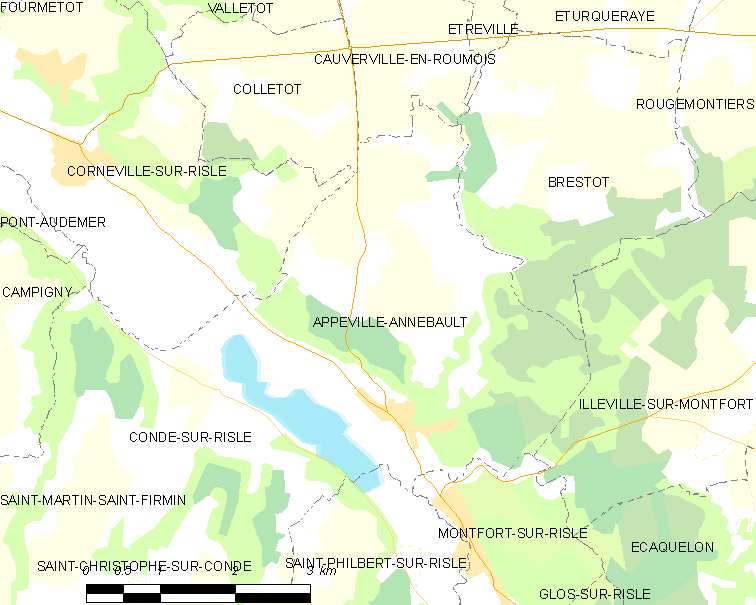
阿普维尔阿讷博的OSM定位图

阿普维尔阿讷博的时区为UTC+01:00、UTC+02:00（夏令时）。

## 行政
阿普维尔阿讷博的邮政编码为27290，INSEE市镇编码为27018。

## 政治
阿普维尔阿讷博所属的省级选区为蓬托德梅尔县。

## 人口

1962-2008年间阿普维尔阿讷博人口变化图示

阿普维尔阿讷博于2022年1月1日时的人口数量为996人。